# Zengun
Zengun är en svensk byggentreprenör med säte i Stockholm.

## Allmänt
Huvudfokus är ny- och ombyggnad av kommersiella fastigheter, men även bostadsprojekt och projekt inom offentlig sektor ingår. Antalet medarbetare i koncernen är cirka 170 och nettoomsättningen var ca 2,5 miljarder kronor år 2020.. Bolaget grundades 2009 av Ulf Jonsson och Tobias Örnevik och år 2016 blev riskkapitalbolaget Segulah huvudägare med 54 procent. År 2019 förvärvades samtliga aktier från Segulah fond V och sedan mars 2019 är bolaget återigen ett ägarlett bolag. 
För att möta efterfrågan på eftermarknaden förvärvades Roland Anderssons Byggaktiebolag (RA BYGG) i januari 2018. RA BYGG är ett företag verksamt i Stockholm med fokus på mindre entreprenader och byggservice. Målsättningen med förvärvet var att utveckla en ny affärsenhet för mindre entreprenader och byggservice samt att förstärka erbjudandet på den växande eftermarknaden. I oktober 2021 ändrades bolagsnamnet från RA BYGG till Zengun Redo AB.

## Projekt (urval)

### Fastigheterna Trollhättan 29–33
Fem hus, fyra gator och två torg med kontor, affärslokaler, bostäder och ett taklandskap 48 meter över havet. I kvarteret runt Brunkebergstorg och Gallerian mitt i Stockholm City pågick projektet Urban Escape. Zengun var en av tre totalentreprenörer i Gallerian. Projekttiden var 2013-2019 och beställare var AMF Fastigheter.

### Fastigheten Pelaren 1
I Pelaren 1 mitt emot Globen hade Zengun totalentreprenad för uppförande av kontor, restaurang och garage. Den nya byggnaden med ett torn på 14 våningar är ett landmärke vid infarten mot innerstaden. Projekttiden var 2016-2019 och beställaren var Fabege.

### Sergelhuset
I Stockholms mest centrala del ligger Sergelhuset där Zengun har haft totalentreprenad för ROT (renovering, ombyggnad och tillbyggnad) och nyproduktion av kontor, kommersiella ytor och restauranger. Sergelhuset består av ca 86 000 kvm varav 50 000 kvm uppfördes av Zengun. Projektiden var 2017-2020 och beställaren var Vasakronan. 

### T26
På Torsgatan 26 som ligger en kort bit från Centralen låg en gammal byggnad från år 1906 som Zengun har renoverat och byggt om till ca 20 000 kvm kontor. Zengun hade totalentreprenad för projektet. Projekttiden var 2018-2020 och beställaren var Castellum.

### Forskaren
Forskaren, kontorsfastighet, innovationscenter i life science, i Hagastaden i Stockholm. Projekttid 2020-2024. Zengun har totalentreprenad för projektet. Byggherre: Vectura Fastigheter.

## Utmärkelser
- Dagens Industri Gasellföretag åren 2014 - 2017.[5]
- Nominerat till ROT-priset 2014 för ombyggnationen av Hornstull.[6]
- Zengun var totalentreprenör för en ny tillbyggnad för ABE-skolan på KTH. Byggnaden vann utmärkelsen "Årets fasad" på Årets bygge-galan i mars 2018[7] och var finalist till "Årets Miljöbyggnad" i Sweden Green Building Awards 2020.[8]
- Zengun var en av totalentreprenörerna för Sergelhuset som har vunnit ett flertal utmärkelser. Byggnaden blev utsedd till "Årets LEED-byggnad/projekt" av Sweden Green Building Council i november 2020[9]. Beställaren Vasakronan mottog även "Årets miljöpris" för Sergelhuset på Betonggalan i november 2020.[10]